# Stadion Iran Hodro
Stadion Iran Hodro (perz. ورزشگاه ایران‌ خودرو; Varzešgah-e Iran Hodro) je višenamjenski stadion u iranskom gradu Teheranu. Dijelom je športskog kompleksa koji obuhvaća 60.000 m² i nalazi se na krajnjem zapadu grada, uz autocestu koja ga povezuje s Karadžom. Izgrađen je 1968. godine s kapacitetom od 10.000 mjesta i najviše ga se koristi za nogometne susrete. Matično je igralište nogometnom klubu Pajkanu iz Teherana koji je i vlasnik stadiona. 

## Vanjske poveznice
- (engl.) Iran Khodro Cultural & Sport Club  Arhivirana inačica izvorne stranice od 10. ožujka 2012. (Wayback Machine)